# Kleiner Kolbenwasserkäfer
Der Kleine Kolbenwasserkäfer oder Stachelwasserkäfer (Hydrochara caraboides) ist ein Käfer aus der Familie der Wasserkäfer (Hydrophilidae).

## Merkmale
Die Käfer erreichen eine Körperlänge von 14 bis 18 Millimetern. Ihr ovaler Körper ist glänzend schwarz gefärbt und hat einen mehr oder weniger starken grünlichen Schimmer. Selten gibt es smaragdgrüne, sehr selten gelbbraun gefärbte Individuen. Die Körperoberfläche ist fein mit Punkten strukturiert und trägt feine Längsreihen und Reihen von größeren Punkten. Die Basis des Halsschildes ist gerade. Die Palpen und das Basalglied der Fühler sind gelb. Der Kiel des Prothorax ist dornenförmig nach hinten ausgezogen, der des Metathorax endet hinter den Hüften (Coxae) der Hinterbeine. 

### Ähnliche Arten
- Hydrochara flavipes

## Vorkommen und Lebensweise
Die Tiere kommen in der Paläarktis bis nach Zentralschweden, den Süden Norwegens und Finnlands vor. In England sind sie nur stellenweise verbreitet. Man findet sie in kleinen Tümpeln, Teichen und toten Nebenarmen von Flüssen, vom Flachland bis ins Hügelland, manchmal auch im Bergland. Sie waren einst häufig, sind mittlerweile aber sehr selten. Die Eiablage erfolgt in Kokons, wie es auch beim Großen Kolbenwasserkäfer zu beobachten ist. Die räuberisch lebenden Larven leben nahe der Wasseroberfläche und verdauen ihre Beute über Wasser.